# Leucophenga acutipennis
Leucophenga acutipennis är en tvåvingeart som beskrevs av Malloch 1926. Leucophenga acutipennis ingår i släktet Leucophenga och familjen daggflugor.
Artens utbredningsområde är Costa Rica. Inga underarter finns listade i Catalogue of Life.